# Marcin Bortkiewicz
Marcin Bortkiewicz (ur. 27 stycznia 1976 w Słupsku) – polski reżyser, scenarzysta, dramaturg i aktor.

## Życiorys
Marcin Bortkiewicz jest absolwentem Uniwersytetu Gdańskiego i Szkoły Wajdy. W 2002 roku poślubił Annę Justynę Bortkiewicz i mają czworo dzieci. Debiutował krótkometrażowym dokumentem „Nauczanie początkowe”, wyróżnionym przez Jury na Krakowski Festiwal Filmowy. Zadebiutował fabułą „Noc Walpurgi”, wyróżnioną wieloma nagrodami na krajowych festiwalach, w tym Nagrodą Złotego Klakiera dla najdłużej oklaskiwanego filmu na Festiwalu Filmowym w Gdyni. "Portret z pamięci" (Drawn From Memory) był zakwalifikowany do konkursu Director's Fortnight na Festiwalu w Cannes w 2012 roku. Od 1991 jest związany jako aktor, scenarzysta i reżyser teatralny z Ośrodkiem Teatralnym Rondo w Słupsku.

## Filmografia

### Reżyser
- 2004: Reguły gry
- 2009: Nauczanie początkowe
- 2012: Portret z pamięci[10]
- 2013: Lewa połowa twarzy
- 2015: Noc Walpurgi

### Scenarzysta
- 2004: Reguły gry
- 2009: Nauczanie początkowe
- 2012: Portret z pamięci
- 2013: Lewa połowa twarzy
- 2015: Noc Walpurgi

### Aktor
- 2009: Hel
- 2014: Teatr telewizji
- 2016: Szkoła uwodzenia Czesława M.
- 2018: Zabawa, zabawa